# Белинский, Павел Петрович
Павел Петрович Белинский (23 сентября 1928, Мелитополь — 30 декабря 1986, Новосибирск) — советский математик, один из самых первых сотрудников Сибирского отделения АН СССР и первый декан механико-математического факультета Новосибирского университета.

## Биография
Родился в семье служащего Петра Ивановича Белинского. В 1946 году с золотой медалью окончил среднюю школу в Киеве и поступил на физико-математический факультет Львовского государственного университета. В 1951 году окончил университет с отличием и поступил в аспирантуру, научный руководитель Л. И. Волковысский. В 1954 году защитил кандидатскую диссертацию «Квазиконформные отображения».
С 1954 по 1957 год преподавал в Львовском государственном университете, доцент. В 1958 году по приглашению академика М. А. Лаврентьева приехал в Новосибирский Академгородок.
Старший научный сотрудник (1958), заведующий отделом теории функций в Институте математики СО АН СССР (1967). Член КПСС с 1960 года.
С созданием механико-математического факультета Новосибирского государственного университета (1961) преподавал на нём, первый декан механико-математического факультета (1961—1963). Преподавал также в Новосибирской ФМШ.
Доктор физико-математических наук (1959 — первая докторская диссертация по физико-математическим наукам, защищенная в Сибирском отделении, в тот же день докторские диссертации защитили геолог И. Т. Журавлева, химик С. С. Бацанов), тема диссертации «Общие свойства квазиконформных отображений».
Скоропостижно скончался. Похоронен на Южном кладбище Новосибирска.

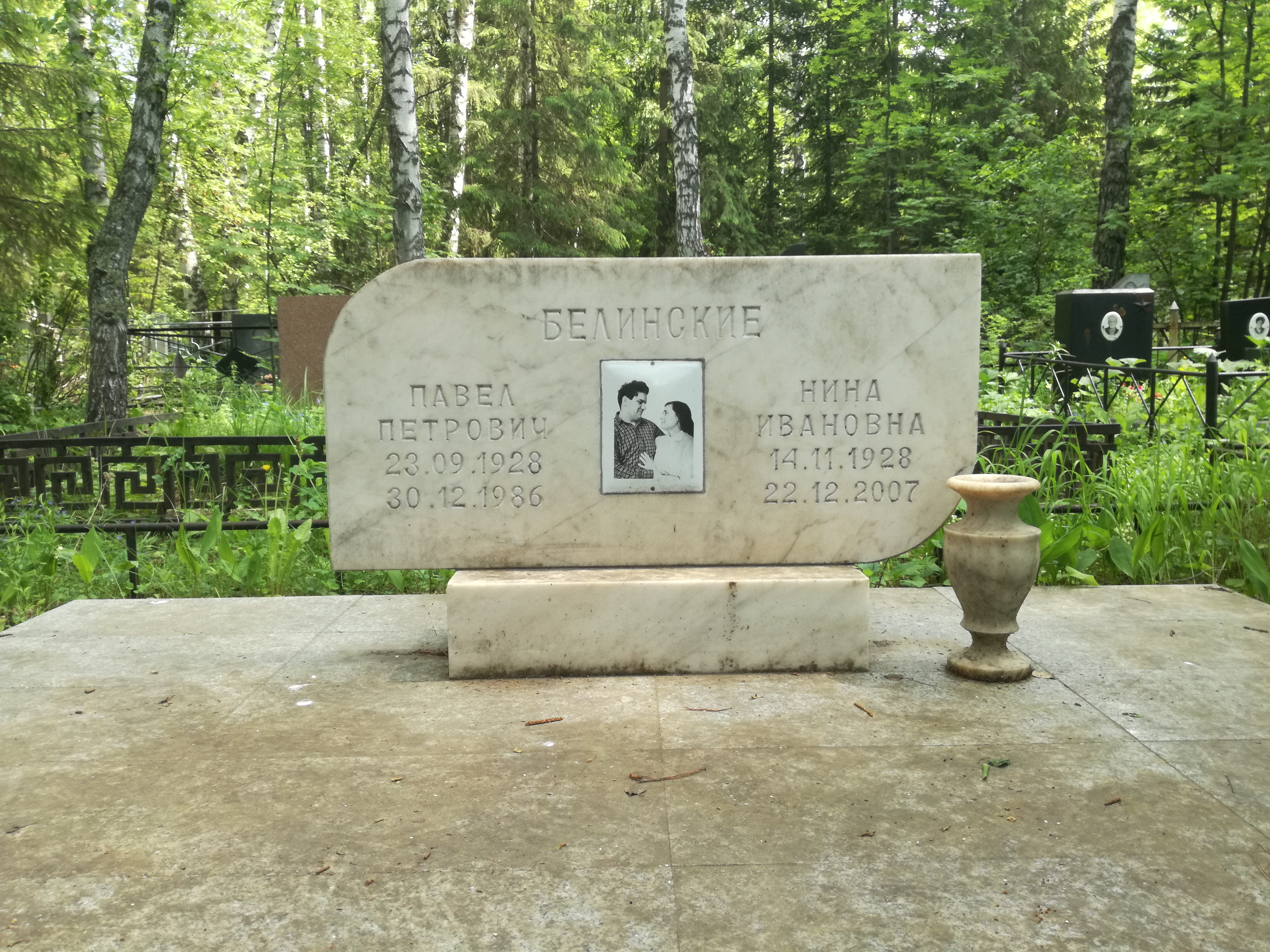
могила Белинского на Южном кладбище

Среди учеников — С. Л. Крушкаль.

## Научные интересы
Теория квазиконформных отображений плоских и многомерных областей. Дал решение целого ряда классических проблем этой теории.